# Per Spett
Per Axel Håkan Spett (ur. 24 sierpnia 1985 w Jukkasjärvi) – szwedzki narciarz dowolny. Wystąpił na Zimowych Igrzyskach Olimpijskich 2006 w Turynie i w 2010 w Vancouver w jednej konkurencji: jeździe po muldach. W obu przypadkach nie zakwalifikował się do finałowej rundy. Na igrzyskach w Soczi w jeździe na muldach zajął najlepsze w karierze, jedenaste miejsce, pomimo upadku.

## Wyniki olimpijskie
| Igrzyska       | Konkurencja      | Punkty | Wynik |
| -------------- | ---------------- | ------ | ----- |
| Turyn 2006     | Jazda na muldach | 21.53  | 23    |
| Vancouver 2010 | Jazda na muldach | 22.10  | 23    |
| Soczi 2014     | Jazda na muldach | 13,48  | 11    |